# На море! (филм, 2009)
На море! (на руски: На море) е руска комедия на режисьора Ярослав Чеважевски, сниман във Венецуела.

## Сюжет
Три руски семейства пристигат на остров Тенерифе, където са наели вила за 10 дневен отдих. Заради особеностите им и обстоятелствата, които произхождат от това, те така и не успяват да зърнат морето или да се насладят на почивката си.

## Актьорски състав
- – Альона Бабенко
- – Павел Деревянко
- – Юри Колоколников
- – Инга Оболдина
- – Евгения Лютая
- – Ярослав Чеважевски
- – Никита Бабенко
- – Сузана Шпак
- – Уляна Ворожейкина
- – Гарик Далалоян
- – Курт Глокцин
- – Брита Шмелинг
- – Паулине Буркхард
- – Йохан Лаке